# EVI5
EVI5‏ (Ecotropic viral integration site 5) هوَ بروتين يُشَفر بواسطة جين EVI5 في الإنسان.